# Avant que vienne l'hiver
Pour plus de détails, voir Fiche technique et Distribution.
Avant que vienne l'hiver (Before Winter Comes) est un film britannique réalisé par J. Lee Thompson, sorti en 1969.

## Synopsis
En 1945, le Major Giles Burnside est envoyé diriger un camp de personnes déplacées à la frontière autrichienne, avec pour tâche notamment de déterminer si les réfugiés doivent être envoyés dans la zone américaine ou dans la zone soviétique. Il est aidé par un jeune interprète, le Lieutenant Francis Pilkington, mais celui-ci ne parle que le grec ancien et le latin, et aussi un peu le français. Mais un des réfugiés, un certain Janovic, se propose de les aider. Il va non seulement les aider à comprendre les réfugiés, mais aussi servir de médiateur entre Burnside et son homologue soviétique, le Capitaine Kamenev. Il en vient presque à gérer seul le camp. Il est amoureux de Maria, qui tient l'auberge voisine, mais celle-ci lui préfère le Major. Alors que les réfugiés sont sur le point de quitter le camp, Kamenev apprend que Janovic est en fait un déserteur russe, et qu'il devrait de ce fait être rendu aux Soviétiques pour être exécuté.

## Fiche technique
- Titre original : Before Winter Comes
- Titre français : Avant que vienne l'hiver
- Réalisation : J. Lee Thompson
- Scénario : Andrew Sinclair, d'après la nouvelle The Interpreter de Frederick L. Keefe
- Direction artistique : John Blezard
- Costumes : Eddie Boyce
- Photographie : Gilbert Taylor
- Son : Cyril Collick
- Montage : Willy Kemplen
- Musique : Ron Grainer
- Production : Robert Emmett Ginna
- Société de production : Windward Films
- Société de distribution : Columbia Pictures
- Pays d'origine :  Royaume-Uni
- Langue originale : anglais
- Format : couleur (Technicolor) — 35 mm — 1,37:1 — son Mono (RCA Sound Recording)
- Genre : drame
- Durée : 103 minutes
- Dates de sortie : 
  -  États-Unis : 24 mars 1969
  -  France : 8 août 1969
- Affiche : Jean Mascii (France)

## Distribution
- David Niven (VF : Bernard Dhéran) : Major Burnside
- Chaim Topol (VF : Nicolas Youmatoff) : Janovic
- Anna Karina : Maria
- John Hurt (VF : Bernard Tiphaine) : Lieutenant Pilkington
- Anthony Quayle (VF : Roger Tréville) : Brigadier Bewley
- Ori Levy : Capitaine Kamenev
- John Collin (VF : Claude Joseph) : Sergent Woody
- Karel Stepanek (VF : Howard Vernon) : Comte Kerassy
- Guy Deghy : Kovacs
- Mark Malicz : Komenski
- Gertan Klauber : le Major soviétique
- Hana Maria Pravda : Beata
- George Innes (VF : Georges Aubert) : Bill
- Hugh Futcher : Joe
- Tony Selby : Ted
- Colin Spaull : Alf
- Chris Sandford : Johnny
- Larry Dann : Al
- Jeffry Wickham (VF : Philippe Mareuil) : le capitaine Roots
- Constantin De Goguel : le caporal russe
- Eduard Linkers (VF : Yves Brainville) : l'homme d'affaires dans le train
- Albert Shepherd (VF : Claude Dasset) : le second soldat britannique en compagnie de David et du caporal